# Hagebyhöga
Hagebyhöga este o arie protejată (arie specială de conservare — SAC, sit de importanță comunitară — SCI) din Suedia întinsă pe o suprafață de 28,3 ha, integral pe uscat.

## Localizare
Centrul sitului Hagebyhöga este situat la coordonatele 58°28′03″N 14°56′45″E / 58.4676°N 14.9457°E.

## Înființare
Situl Hagebyhöga a fost declarat sit de importanță comunitară în ianuarie 1997 pentru a proteja 1 specie de plante și 2 specii de animale. Situl a fost protejat și ca arie specială de conservare în martie 2011.

## Biodiversitate
Situată în ecoregiunea boreală, aria protejată conține 4 habitate naturale: Mlaștini alcaline, Pajiști uscate seminaturale și facies de acoperire cu tufișuri pe substraturi calcaroase (Festuco-Brometalia) (* situri importante pentru orhidee), Pajiști cu Molinia pe soluri calcaroase, turboase sau argilos-nămoloase (Molinion caeruleae), Izvoare petrifiante cu formare de travertin (Cratoneurion).
La baza desemnării sitului se află mai multe specii protejate:
- plante (1): moșișoare (Liparis loeselii)
- nevertebrate (2): Vertigo angustior, Vertigo geyeri